# Justin Ferizaj
Justin Ferizaj, né le 13 janvier 2005 à Dublin, est un footballeur irlandais qui évolue au poste de milieu défensif au Frosinone Calcio.

## Biographie
Ferizaj est né à Dublin, de parent albanais, ayant émigré d'Albanie avant sa naissance,.

### Carrière en club
Entièrement formé aux Shamrock Rovers, Justin Ferizaj fait ses débuts en première division irlandaise le 27 juin 2022. 
Attirant alors les regards de plusieurs écuries des grands championnat européens, il refuse notamment une offre de contrat de la Sampdoria, en Serie A,.  
S'illustrant régulièrement avec l'équipe première du club de Tallaght, il signe son premier contrat professionnel avec les Rovers en juillet 2022,. 
Début 2023, Ferizaj s'entraine un temps chez le Tottenham Hotspur FC, avec l'aval de son club irlandais, alors en pré-saison. 

### Carrière en sélection
International irlandais en équipes de jeunes, Justin Ferizaj est également sélectionnable en équipe d'Albanie du fait de ses origines. À partir de 2022 il joue avec les moins de 19 ans irlandais, notamment lors des qualifications à l'Euro 2023, dont ils jouent le tour élite,.

## Palmarès
| Shamrock Rovers - Championnat d'Irlande (1) - Champion en 2022 |